# Aéroport Shahid Beheshti d'Ispahan
Pour les articles homonymes, voir IFN.
L'aéroport international Chahid Behechti (en persan : فرودگاه بین المللی شهید بهشتی)(code IATA : IFN • code OACI : OIFM) est un aéroport situé à Ispahan, en Iran.

## Historique
Elle est construit a coté de la 8th Tactical Fighter Base (TFB 8) (ou Tactical Air Base - TAB 8 -). Une base aérienne opérationnelle à partir de 1975 bâtit pour abriter les Grumman F-14 Tomcat acheté par l'Iran pahlavi.

## Situation
| Sārī Dasht-é Naz Golfe · persique Téhéran-MehrabadTéh.-Mehrabad Mechhed Téhéran-KhomeiniTéh.-Khomeini Chiraz Kish Ahvaz Ispahan Tabriz Bandar · Abbas Kerman Yazid Abadan Kermanchah Zahedan Bouchehr Qechm Ourmieh Racht Birjand Chabahar Lamerd |

## Compagnies aériennes et destinations
| Compagnies           | Destinations |
| -------------------- | --- |
| Air Arabia           | Charjah (suspendu) |
| ATA Airlines         | Mechhed-Shahid H. Nejad, Tabriz, Téhéran-Mehrabad |
| AtlasGlobal          | En saison Charter : Antalya |
| Atrak Air            | Charter : Île de Kish, Mechhed-Shahid H. Nejad |
| Caspian Airlines     | Ahvaz, Golfe Persique, Île de Kish, Mechhed-Shahid H. Nejad, Qechm, Téhéran-Mehrabad Charter : Bagdad, Nadjaf |
| flydubai             | Dubaï |
| Freebird Airlines    | En saison Charter : Antalya |
| Iran Air             | Abadan, Ahvaz, Bandar Abbas, Bouchehr, Dubaï, Ilam (en), Kerman, Kermanchah, Île de Kish, Koweït, Mechhed-Shahid H. Nejad, Ramsar (en), Racht, Chiraz-Shahid Dastghaib, Tabriz, Tbilissi-C. Roustavéli, Téhéran-Mehrabad, Zahedan En saison : Bagdad, Djeddah - Roi-Abdelaziz, Médine-Prince M. Bin Abdulaziz |
| Iran Air Tours       | Abadan, Ahvaz, Bagdad, Bandar Abbas, Île de Kish, Mahshahr (en), Mechhed-Shahid H. Nejad, Nadjaf, Téhéran-Mehrabad |
| Iran Aseman Airlines | Abadan, Ahvaz, Golfe Persique, Bandar Abbas, Dezfoul (en), Kharg (en), Lamard, Lavan (en), Chiraz-Shahid Dastghaib, Mechhed-Shahid H. Nejad, Téhéran-Mehrabad, Zahedan |
| Iraqi Airways        | Bagdad, Nadjaf |
| Karun Airlines       | Aghajari (en), Ahvaz, Golfe Persique, Bandar Abbas, Dezfoul (en), Dubaï, Gorgan (en), Lamard, Lavan (en), Île de Kish, Mahshahr (en), Racht, Île Sirri (en), Chiraz-Shahid Dastghaib, Téhéran-Mehrabad En saison :' Erevan-Zvarnots                                                                           |
| Kish Airlines        | Golfe Persique, Bandar Abbas, Île de Kish, Mechhed-Shahid H. Nejad, Téhéran-Mehrabad |
| Mahan Air            | Golfe Persique, Bagdad, Kerman, Kharg (en), Mechhed-Shahid H. Nejad, Nadjaf, Tabriz, Téhéran-Mehrabad |
| Meraj Airlines       | Île de Kish, Mechhed-Shahid H. Nejad |
| Onur Air             | En saison Charter : Istanbul |
| Qeshm Airlines       | Ahvaz, Bagdad, Dubaï, Île de Kish, Mahshahr (en), Mechhed-Shahid H. Nejad, Nadjaf, Qechm, Racht, Téhéran-Mehrabad |
| Pegasus Airlines     | En saison Charter : Antalya, Izmir-A. Menderes |
| Taban Air            | Abadan, Ahvaz, Golfe Persique, Bagdad, Kermanchah, Île de Kish, Mechhed-Shahid H. Nejad, Nadjaf, Qechm, Téhéran-Mehrabad En saison : Tbilissi-C. Roustavéli, Erevan-Zvarnots |
| Tailwind Airlines    | En saison Charter : Antalya |
| Turkish Airlines     | Istanbul |
| Zagros Airlines      | Ahvaz, Bagdad, Île de Kish, Mahshahr (en), Mechhed-Shahid H. Nejad, Nadjaf, Racht, Île Sirri (en), Téhéran-Mehrabad En saison : Moscou Chérémétiévo, Saint-Pétersbourg-Poulkovo |

Édité le 02/01/2019